# Sapeus
Els sapeus (grec antic: Σαπαῖοι, llatí: Sapaei) foren un poble traci que ocupava la part sud del Pangèon. Estrabó els anomena sapes (Sapae, Σάπαι), i pensa que són els mateixos que els sintis. Els pas dels sapes, un pas de muntanya de la via Egnàcia, era situat a menys de 30 km de Filips i, per tant, el seu país hauria de ser entre Neàpolis de Macedònia i Amfípolis. Els sapeus dominaven les mines d'or del Pangèon, que a partir del segle vii aC foren disputades per Tasos, que establí tot un seguit de colònies a la Perea Tàsica.
Esteve de Bizanci diu que la seva ciutat principal s'anomenava Sapaica.